# اسمیت و وسون
اسمیت و وسون (به انگلیسی: Smith & Wesson) یک شرکت اسلحه سازی در آمریکا است که از سال ۱۸۵۲ در اسپرینگفیلد، ماساچوست آمریکا به فعالیت مشغول است.
از محصولات معروف آن می‌توان به اسمیت و وسون مدل ۱۰ اشاره کرد.